# Jérôme Le Moigne
Pour les articles homonymes, voir Le Moigne.
Jérôme Le Moigne est un footballeur français né le 15 février 1983 à Toulon. Il évolue au poste de milieu défensif. Il met un terme à sa carrière en juin 2018 à Bastia Borgo avec 312 matchs professionnels. En juin 2020 il devient le directeur sportif du Gazelec d’Ajaccio.

## Parcours en club
Formé à l'AS Cannes, il y fait ses premières armes lors de la saison 2002-2003 alors que le club évolue en National. Avide de temps de jeu, il quitte son club formateur et rejoint le Sporting Toulon Var à l'échelon inférieur. Après deux saisons en CFA, le club de Toulon et Jérôme Le Moigne obtiennent leur ticket pour la montée vers la troisième division. 
Bien que promu, Toulon réalise un très bon championnat et obtient une satisfaisante 7e place au classement. Lui aussi auteur d'une bonne saison, Jérôme Le Moigne est repéré par le CS Sedan Ardennes alors en Ligue 1 avec lequel il signe son premier contrat professionnel au début de la saison 2006-2007.
Régulièrement titularisé dans l'élite pour ses premiers pas dans le football professionnel, il inscrit même son premier but contre Lens lors de la 10e journée de championnat. Révélation au sein du collectif ardennais, sa saison est néanmoins ternie par une grave blessure contractée contre Lyon en novembre 2006. Les médecins diagnostiquent une rupture des ligaments croisés du genou et sa saison se finit prématurément. Il ne retrouvera les terrains que la saison suivante en Ligue 2, Sedan étant redescendu entre-temps. 
Élément important de l'entre-jeu sedanais, il est promu vice-capitaine derrière David Suarez pour la saison 2008-2009 puis devient officiellement le capitaine du club la saison suivante.
Le 3 juillet 2012, il signe pour trois saisons plus une en option en cas de montée au Racing Club de Lens.
Il rejoint le 9 juillet 2015 le Gazélec Ajaccio pour un contrat d'une durée de 2 ans. Malgré ses soixante matchs en deux saisons, Le Moigne n'est pas conservé par le GFCA et s'engage, à la fin du mois de juillet 2017, au FC Bastia-Borgo évoluant en National 2.                                                       
En avril 2016, il fait partie d'une liste de 58 joueurs sélectionnables en équipe de Bretagne, dévoilée par Raymond Domenech qui en est le nouveau sélectionneur.                                                       
En juin 2020, il devient le directeur sportif du Gazélec d’Ajaccio.

## Statistiques
| Saison                | Club                  | Championnat           | Championnat | Championnat | Coupe nationale | Coupe nationale | Coupe de la Ligue | Coupe de la Ligue | Total | Total |
| Saison                | Club                  | Division              | M.          | B.          | M.              | B.              | M.                | B.                | M.    | B.    |
| 2002-2003             | AS Cannes             | National              | 2           | 0           | -               | -               | -                 | -                 | 2     | 0     |
| Sous-total            | Sous-total            | Sous-total            | 2           | 0           | -               | -               | -                 | -                 | 2     | 0     |
| 2003-2004             | Sporting Toulon Var   | CFA                   | 22          | 0           | 1               | 0               | -                 | -                 | 23    | 0     |
| 2004-2005             | Sporting Toulon Var   | CFA                   | 29          | 4           | 4               | 0               | -                 | -                 | 33    | 4     |
| 2005-2006             | Sporting Toulon Var   | National              | 37          | 6           | 1               | 0               | -                 | -                 | 38    | 6     |
| Sous-total            | Sous-total            | Sous-total            | 88          | 10          | 6               | 0               | -                 | -                 | 94    | 10    |
| 2006-2007             | CS Sedan Ardennes     | Ligue 1               | 11          | 1           | -               | -               | 1                 | 0                 | 12    | 1     |
| 2007-2008             | CS Sedan Ardennes     | Ligue 2               | 18          | 0           | 2               | 0               | -                 | -                 | 20    | 0     |
| 2008-2009             | CS Sedan Ardennes     | Ligue 2               | 30          | 4           | 4               | 1               | 1                 | 0                 | 35    | 5     |
| 2009-2010             | CS Sedan Ardennes     | Ligue 2               | 36          | 3           | 2               | 1               | 5                 | 0                 | 43    | 4     |
| 2010-2011             | CS Sedan Ardennes     | Ligue 2               | 36          | 3           | 3               | 0               | 1                 | 0                 | 40    | 3     |
| 2011-2012             | CS Sedan Ardennes     | Ligue 2               | 35          | 2           | 3               | 0               | 4                 | 0                 | 42    | 2     |
| Sous-total            | Sous-total            | Sous-total            | 166         | 13          | 14              | 2               | 12                | 0                 | 192   | 15    |
| 2012-2013             | RC Lens               | Ligue 2               | 28          | 1           | 5               | 1               | 1                 | 0                 | 34    | 2     |
| 2013-2014             | RC Lens               | Ligue 2               | 33          | 1           | 4               | 0               | -                 | -                 | 37    | 1     |
| 2014-2015             | RC Lens               | Ligue 1               | 31          | 0           | 1               | 0               | 1                 | 0                 | 33    | 0     |
| Sous-total            | Sous-total            | Sous-total            | 92          | 2           | 10              | 1               | 2                 | 0                 | 104   | 3     |
| 2015-2016             | Gazélec Ajaccio       | Ligue 1               | 31          | 0           | 2               | 0               | -                 | -                 | 33    | 0     |
| 2016-2017             | Gazélec Ajaccio       | Ligue 2               | 23          | 0           | 3               | 1               | 1                 | 0                 | 27    | 1     |
| Sous-total            | Sous-total            | Sous-total            | 54          | 0           | 5               | 1               | 1                 | 0                 | 60    | 1     |
| 2017-2018             | FC Bastia-Borgo       | National 2            | 26          | 3           | -               | -               | -                 | -                 | 26    | 3     |
| Total sur la carrière | Total sur la carrière | Total sur la carrière | 428         | 28          | 35              | 4               | 15                | 0                 | 478   | 32    |

## Palmarès
- Champion de CFA (gr. C) en 2005 avec le Sporting Toulon Var
- Vice-champion de Ligue 2 en 2014 avec le RC Lens.